# Dienstgrade der griechischen Streitkräfte
Dieser Artikel behandelt die Dienstgradabzeichen der griechischen Streitkräfte der Gegenwart.

## Benennung der Dienstgrade
Die modernen Dienstgrade der griechischen Streitkräfte basieren auf antiker griechischer oder byzantinischer Terminologie. So wurde in der Antike eine Einheit von etwa 100 Hopliten Lochos und der Anführer dieser Lochagos genannt. Heute wird der Rang des Hauptmanns mit Lochagos (Λοχαγός) bezeichnet und der Oberleutnant mit Ypolochagos (Υπολοχαγός = Unterhauptmann). Ein Unteroffizier ist ein Lochias. Ein Tagmatarchis (Ταγματάρχης = Major) befehligt eine Tagma (Bataillon). So wird jeder Offizier der Land- und Luftstreitkräfte der Griechischen Streitkräfte nach der Einheit, die er befehligt und der Endung -agos (von altgr. ἄγω = leiten) oder -archos (von altgr. ἄρχω = herrschen) bezeichnet.

## Dienstgrade

### Heer
| Dienstgradgruppe | Generale Ανώτατοι αξιωματικοί Anótati axiomatikí | Generale Ανώτατοι αξιωματικοί Anótati axiomatikí | Generale Ανώτατοι αξιωματικοί Anótati axiomatikí | Generale Ανώτατοι αξιωματικοί Anótati axiomatikí | Stabsoffiziere Ανώτεροι αξιωματικοί Anóteri axiomatikí | Stabsoffiziere Ανώτεροι αξιωματικοί Anóteri axiomatikí | Stabsoffiziere Ανώτεροι αξιωματικοί Anóteri axiomatikí | Hauptleute / Leutnante Αξιωματικοί Axiomatikí | Hauptleute / Leutnante Αξιωματικοί Axiomatikí | Hauptleute / Leutnante Αξιωματικοί Axiomatikí | Offizieranwärter Έφεδροι Éfedri |
| ---------------- | ------------------------------------------------ | ------------------------------------------------ | ------------------------------------------------ | ------------------------------------------------ | ------------------------------------------------------ | ------------------------------------------------------ | ------------------------------------------------------ | --------------------------------------------- | --------------------------------------------- | --------------------------------------------- | ------------------------------- |
| Schulterklappe   |                                                  |                                                  |                                                  |                                                  |                                                        |                                                        |                                                        |                                               |                                               |                                               |                                 |
| Dienstgrad       | General                                          | Generalleutnant                                  | Generalmajor                                     | Brigadegeneral                                   | Oberst                                                 | Oberstleutnant                                         | Major                                                  | Hauptmann                                     | Oberleutnant                                  | Leutnant                                      | Offiziersschüler                |
| Gr. Bezeichnung  | Στρατηγός                                        | Αντιστράτηγος                                    | Υποστράτηγος                                     | Ταξίαρχος                                        | Συνταγματάρχης                                         | Αντισυνταγματάρχης                                     | Ταγματάρχης                                            | Λοχαγός                                       | Υπολοχαγός                                    | Ανθυπολοχαγός                                 | Δόκιμος Έφεδρος Αξιωματικός     |
| Transkription    | Stratigós                                        | Andistrátigos                                    | Ypostrátigos                                     | Taxíarchos                                       | Syndagmatárchis                                        | Andisyndagmatárchis                                    | Tagmatárchis                                           | Lochagós                                      | Ypolochagós                                   | Anthypolochagós                               | Dókimos Éfedros Axiomatikós     |
| NATO-Rangcode    | OF-9                                             | OF-8                                             | OF-7                                             | OF-6                                             | OF-5                                                   | OF-4                                                   | OF-3                                                   | OF-2                                          | OF-1                                          | OF-1                                          | OF(D)                           |

| Unteroffiziere   | Unteroffiziere                                  | Unteroffiziere                            | Unteroffiziere                            | Unteroffiziere                            | Unteroffiziere                            | Unteroffiziere                            | Unteroffiziere                            | Unteroffiziere                            | Unteroffiziere                            | Unteroffiziere                            | Mannschaften                 | Mannschaften                 | Mannschaften                 |
| Dienstgradgruppe | Fachdienstoffizier Ανθυπασπιστές Avthypaspistés | Unteroffiziere Υπαξιωματικοί Ypaxiomatikí | Unteroffiziere Υπαξιωματικοί Ypaxiomatikí | Unteroffiziere Υπαξιωματικοί Ypaxiomatikí | Unteroffiziere Υπαξιωματικοί Ypaxiomatikí | Unteroffiziere Υπαξιωματικοί Ypaxiomatikí | Unteroffiziere Υπαξιωματικοί Ypaxiomatikí | Unteroffiziere Υπαξιωματικοί Ypaxiomatikí | Unteroffiziere Υπαξιωματικοί Ypaxiomatikí | Unteroffiziere Υπαξιωματικοί Ypaxiomatikí | Mannschaften Οπλίτες Oplítes | Mannschaften Οπλίτες Oplítes | Mannschaften Οπλίτες Oplítes |
| ---------------- | ----------------------------------------------- | ----------------------------------------- | ----------------------------------------- | ----------------------------------------- | ----------------------------------------- | ----------------------------------------- | ----------------------------------------- | ----------------------------------------- | ----------------------------------------- | ----------------------------------------- | ---------------------------- | ---------------------------- | ---------------------------- |
| Schulterklappe   |                                                 |                                           |                                           |                                           |                                           |                                           |                                           |                                           |                                           |                                           |                              |                              |                              |
| Dienstgrad       | Oberstabsfeldwebel                              | Stabsfeldwebel                            | Stabsfeldwebel                            | Hauptfeldwebel                            | Hauptfeldwebel                            | Oberfeldwebel                             | Oberfeldwebel                             | kein Äquivalent                           | Feltwebel                                 | Feltwebel                                 | Lance Corporal               | kein Äquivalent              | Schütze                      |
| Gr. Bezeichnung  | Ανθυπασπιστής                                   | Αρχιλοχίας                                | Αρχιλοχίας                                | Επιλοχίας                                 | Επιλοχίας                                 | Λοχίας                                    | Λοχίας                                    |                                           | Δεκανέας                                  | Δεκανέας                                  | Υποδεκανέας                  |                              | Στρατιώτης                   |
| Transkription    | Anthypaspistís                                  | Archilochías                              | Archilochías                              | Epilochías                                | Epilochías                                | Lochías                                   | Lochías                                   |                                           | Dekanéas                                  | Dekanéas                                  | Ypodekanéas                  |                              | Stratiótis                   |
| NATO-Rangcode    | OR-9                                            | OR-8                                      | OR-8                                      | OR-7                                      | OR-7                                      | OR-6                                      | OR-6                                      | OR-5                                      | OR-4                                      | OR-4                                      | OR-3                         | OR-2                         | OR-1                         |

| Dienstgradgruppe | Unteroffizier der Reserve Έφεδροι υπαξιωματικοί Éfedri ypaxiomatikí | Unteroffizier der Reserve Έφεδροι υπαξιωματικοί Éfedri ypaxiomatikí | Unteroffizier der Reserve Έφεδροι υπαξιωματικοί Éfedri ypaxiomatikí | Unteroffizier der Reserve Έφεδροι υπαξιωματικοί Éfedri ypaxiomatikí | Unteroffizier der Reserve Έφεδροι υπαξιωματικοί Éfedri ypaxiomatikí | Unteroffizier der Reserve Έφεδροι υπαξιωματικοί Éfedri ypaxiomatikí | Mannschaften Έφεδρες οπλίτες Éfedres oplítes | Mannschaften Έφεδρες οπλίτες Éfedres oplítes | Mannschaften Έφεδρες οπλίτες Éfedres oplítes |      |
| ---------------- | ------------------------------------------------------------------- | ------------------------------------------------------------------- | ------------------------------------------------------------------- | ------------------------------------------------------------------- | ------------------------------------------------------------------- | ------------------------------------------------------------------- | -------------------------------------------- | -------------------------------------------- | -------------------------------------------- | ---- |
| Schulterklappe   |                                                                     |                                                                     |                                                                     |                                                                     |                                                                     |                                                                     |                                              |                                              |                                              |      |
| Dienstgrad       | Offiziersschüler                                                    | kein Äquivalent                                                     | kein Äquivalent                                                     | Oberfeldwebel                                                       | kein Äquivalent                                                     | Feldwebel                                                           | Lance Corporal                               | kein Äquivalent                              | Schütze                                      |      |
| Gr. Bezeichnung  | Δόκιμος Έφεδρος Αξιωματικός                                         |                                                                     |                                                                     | Λοχίας                                                              |                                                                     | Δεκανέας. Έφεδρος Βαδμοφορως                                        | Υποδεκανέας                                  |                                              | Στρατιώτης                                   |      |
| Transkription    | Dókimos Éfedros Axiomatikós                                         |                                                                     |                                                                     | Lochias                                                             |                                                                     | Ypopsífios Éfedros Vathmofóros                                      | Ypodekanéas                                  |                                              | Stratiótis                                   |      |
| NATO-Rangcode    | OR-9                                                                | OR-8                                                                | OR-7                                                                | OR-6                                                                | OR-5                                                                | OR-4                                                                | OR-3                                         | OR-2                                         | OR-1                                         | OR-1 |

### Marine
| Offiziere           | Offiziere                       | Offiziere                       | Offiziere                       | Offiziere                       | Offiziere                             | Offiziere                             | Offiziere                             | Offiziere                            | Offiziere                            | Offiziere                            | Offiziere                         | Offiziere |
| Dienstgradgruppe    | Generale (Ανώτατοι αξιωματικοί) | Generale (Ανώτατοι αξιωματικοί) | Generale (Ανώτατοι αξιωματικοί) | Generale (Ανώτατοι αξιωματικοί) | Stabsoffiziere (Ανώτεροι αξιωματικοί) | Stabsoffiziere (Ανώτεροι αξιωματικοί) | Stabsoffiziere (Ανώτεροι αξιωματικοί) | Hauptleute / Leutnante (Αξιωματικοί) | Hauptleute / Leutnante (Αξιωματικοί) | Hauptleute / Leutnante (Αξιωματικοί) | Offizieranwärter (Έφεδροι)        |           |
| ------------------- | ------------------------------- | ------------------------------- | ------------------------------- | ------------------------------- | ------------------------------------- | ------------------------------------- | ------------------------------------- | ------------------------------------ | ------------------------------------ | ------------------------------------ | --------------------------------- | --------- |
| Schulterklappe      |                                 |                                 |                                 |                                 |                                       |                                       |                                       |                                      |                                      |                                      |                                   |           |
| Ärmelabzeichen      |                                 |                                 |                                 |                                 |                                       |                                       |                                       |                                      |                                      |                                      |                                   |           |
| Dienstgrad          | Admiral                         | Vizeadmiral                     | Konteradmiral                   | Flottillenadmiral               | Kapitän zur See                       | Fregattenkapitän                      | Korvettenkapitän                      | Kapitänleutnant                      | Oberleutnant zur See                 | Leutnant zur See                     | Offiziersschüler                  |           |
| Griech. Bezeichnung | Ναύαρχος                        | Αντιναύαρχος                    | Υποναύαρχος                     | Αρχιπλοίαρχος                   | Πλοίαρχος                             | Αντιπλοίαρχος                         | Πλωτάρχης                             | Υποπλοίαρχος                         | Ανθυποπλοίαρχος                      | Σημαιοφόρος                          | Σημαιοφόρος Επίκουρος Αξιωματικός |           |
| Transliteration     | Nafarchos                       | Andinafarchos                   | Yponafarchos                    | Archipliarchos                  | Pliarchos                             | Andipliarchos                         | Plotarchis                            | Ypoploiarchos                        | Anthipopliarchos                     | Simaioforos                          | Simaioforos Epikouros Axiomatikos |           |
| NATO-Rangcode       | OF-9                            | OF-8                            | OF-7                            | OF-6                            | OF-5                                  | OF-4                                  | OF-3                                  | OF-2                                 | OF-1                                 | OF-1                                 | OF(D)                             |           |

| Unteroffiziere      | Unteroffiziere                                             | Unteroffiziere                 | Unteroffiziere                 | Unteroffiziere                 | Unteroffiziere                 | Unteroffiziere                 | Unteroffiziere                 | Unteroffiziere                 | Unteroffiziere                 | Unteroffiziere                 | Unteroffiziere                 | Mannschaften           | Mannschaften           | Mannschaften           | Mannschaften           | Mannschaften           |
| Dienstgradgruppe    | Fachdienstoffizier mit Dienstgrad Leutnant (Ανθυπασπιστές) | Unteroffiziere (Υπαξιωματικοί) | Unteroffiziere (Υπαξιωματικοί) | Unteroffiziere (Υπαξιωματικοί) | Unteroffiziere (Υπαξιωματικοί) | Unteroffiziere (Υπαξιωματικοί) | Unteroffiziere (Υπαξιωματικοί) | Unteroffiziere (Υπαξιωματικοί) | Unteroffiziere (Υπαξιωματικοί) | Unteroffiziere (Υπαξιωματικοί) | Unteroffiziere (Υπαξιωματικοί) | Mannschaften (Οπλίτες) | Mannschaften (Οπλίτες) | Mannschaften (Οπλίτες) | Mannschaften (Οπλίτες) | Mannschaften (Οπλίτες) |
| ------------------- | ---------------------------------------------------------- | ------------------------------ | ------------------------------ | ------------------------------ | ------------------------------ | ------------------------------ | ------------------------------ | ------------------------------ | ------------------------------ | ------------------------------ | ------------------------------ | ---------------------- | ---------------------- | ---------------------- | ---------------------- | ---------------------- |
| Schulterklappe      |                                                            |                                |                                |                                |                                |                                |                                |                                |                                |                                |                                |                        |                        |                        |                        |                        |
| Ärmelabzeichen      |                                                            |                                |                                |                                |                                |                                |                                |                                |                                |                                |                                |                        |                        |                        |                        |                        |
| Dienstgrad          | Oberstabsbootsmann                                         | Stabsbootsmann                 | Stabsbootsmann                 | Hauptbootsmann                 | Hauptbootsmann                 | Bootsmann                      | Bootsmann                      | Bootsmann                      | kein Äquivalent                | Obergefreiter                  | Obergefreiter                  | kein Äquivalent        | kein Äquivalent        | Matrose                | Matrose                |                        |
| Griech. Bezeichnung | Ανθυπασπιστής                                              | Αρχικελευστής                  | Αρχικελευστής                  | Επικελευστής                   | Επικελευστής                   | Κελευστής                      | Κελευστής                      | Κελευστής                      |                                | Δίοπος                         | Δίοπος                         |                        |                        | Ναύτης                 | Ναύτης                 |                        |
| Transliteration     | Anthypaspistis                                             | Archikelefstis                 | Archikelefstis                 | Epikelefstis                   | Epikelefstis                   | Kelefstis                      | Kelefstis                      | Kelefstis                      |                                | Diopos                         | Diopos                         |                        |                        | Naftis                 | Naftis                 |                        |
| NATO-Rangcode       | OR-9                                                       | OR-8                           | OR-8                           | OR-7                           | OR-7                           | OR-6                           | OR-6                           | OR-6                           | OR-5                           | OR-4                           | OR-4                           | OR-3                   | OR-2                   | OR-1                   | OR-1                   |                        |

| Schulterklappe      |                                   |                 |                 |           |                 |               |                 |                 |         |      |
| Ärmelabzeichen      |                                   |                 |                 |           |                 |               |                 |                 |         |      |
| Dienstgrad          | Offiziersschüler                  | kein Äquivalent | kein Äquivalent | Bootsmann | kein Äquivalent | Obergefreiter | kein Äquivalent | kein Äquivalent | Matrose |      |
| Griech. Bezeichnung | Σημαιοφόρος Επίκουρος Αξιωματικός |                 |                 | Κελευστής |                 | Δίοπος        |                 |                 | Ναύτης  |      |
| Transliteration     | Simaioforos Epikouros Axiomatikos |                 |                 | Kelefstis |                 | Diopos        |                 |                 | Naftis  |      |
| NATO-Rangcode       | OR-9                              | OR-8            | OR-7            | OR-6      | OR-5            | OR-4          | OR-3            | OR-2            | OR-1    | OR-1 |

### Luftwaffe
| Offiziere           | Offiziere                       | Offiziere                       | Offiziere                       | Offiziere                       | Offiziere                             | Offiziere                             | Offiziere                             | Offiziere                            | Offiziere                            | Offiziere                            | Offiziere                  | Offiziere |
| Dienstgradgruppe    | Generale (Ανώτατοι αξιωματικοί) | Generale (Ανώτατοι αξιωματικοί) | Generale (Ανώτατοι αξιωματικοί) | Generale (Ανώτατοι αξιωματικοί) | Stabsoffiziere (Ανώτεροι αξιωματικοί) | Stabsoffiziere (Ανώτεροι αξιωματικοί) | Stabsoffiziere (Ανώτεροι αξιωματικοί) | Hauptleute / Leutnante (Αξιωματικοί) | Hauptleute / Leutnante (Αξιωματικοί) | Hauptleute / Leutnante (Αξιωματικοί) | Offizieranwärter (Έφεδροι) |           |
| ------------------- | ------------------------------- | ------------------------------- | ------------------------------- | ------------------------------- | ------------------------------------- | ------------------------------------- | ------------------------------------- | ------------------------------------ | ------------------------------------ | ------------------------------------ | -------------------------- | --------- |
| Ärmelabzeichen      |                                 |                                 |                                 |                                 |                                       |                                       |                                       |                                      |                                      |                                      |                            |           |
| Dienstgrad          | General                         | Generalleutnant                 | Generalmajor                    | Brigadegeneral                  | Oberst                                | Oberstleutnant                        | Major                                 | Hauptmann                            | Oberleutnant                         | leutnant                             | kein Äquivalent            |           |
| Griech. Bezeichnung | Πτέραρχος                       | Αντιπτέραρχος                   | Υποπτέραρχος                    | Ταξίαρχος Αεροπορίας            | Σμήναρχος                             | Αντισμήναρχος                         | Επισμηναγός                           | Σμηναγός                             | Υποσμηναγός                          | Ανθυποσμηναγός                       |                            |           |
| Transliteration     | Pterarchos                      | Andipterarchos                  | Ypopterarchos                   | Taxiarchos Aeroporias           | Sminarchos                            | Antisminarchos                        | Episminarchos                         | Sminagos                             | Yposminagos                          | Anthyposminagos                      |                            |           |
| NATO-Rangcode       | OF-9                            | OF-8                            | OF-7                            | OF-6                            | OF-5                                  | OF-4                                  | OF-3                                  | OF-2                                 | OF-1                                 | OF-1                                 | OF(D)                      |           |

| Unteroffiziere      | Unteroffiziere                                                   | Unteroffiziere                 | Unteroffiziere                 | Unteroffiziere                 | Unteroffiziere                 | Unteroffiziere                 | Unteroffiziere                 | Unteroffiziere                 | Unteroffiziere                 | Mannschaften           | Mannschaften           | Mannschaften           |
| Dienstgradgruppe    | Fachdienstoffizier mit Dienstgrad unter Leutnant (Ανθυπασπιστές) | Unteroffiziere (Υπαξιωματικοί) | Unteroffiziere (Υπαξιωματικοί) | Unteroffiziere (Υπαξιωματικοί) | Unteroffiziere (Υπαξιωματικοί) | Unteroffiziere (Υπαξιωματικοί) | Unteroffiziere (Υπαξιωματικοί) | Unteroffiziere (Υπαξιωματικοί) | Unteroffiziere (Υπαξιωματικοί) | Mannschaften (Οπλίτες) | Mannschaften (Οπλίτες) | Mannschaften (Οπλίτες) |
| ------------------- | ---------------------------------------------------------------- | ------------------------------ | ------------------------------ | ------------------------------ | ------------------------------ | ------------------------------ | ------------------------------ | ------------------------------ | ------------------------------ | ---------------------- | ---------------------- | ---------------------- |
| Schulterklappe      |                                                                  |                                |                                |                                |                                |                                |                                |                                |                                |                        |                        |                        |
| Ärmelabzeichen      |                                                                  |                                |                                |                                |                                |                                |                                |                                |                                |                        |                        |                        |
| Dienstgrad          | Oberstabsfeldwebel                                               | Stabsfeldwebel                 | Stabsfeldwebel                 | Hauptfeldwebel                 | Hauptfeldwebel                 | Feldwebel                      | Feldwebel                      | kein Äquivalent                | Korporal                       | kein Äquivalent        | kein Äquivalent        | Flieger                |
| Griech. Bezeichnung | Ανθυπασπιστής                                                    | Αρχισμηνίας                    | Αρχισμηνίας                    | Επισμηνίας                     | Επισμηνίας                     | Σμηνίας                        | Σμηνίας                        |                                | Υποσμηνίας                     |                        |                        | Σμηνίτης               |
| Transliteration     | Anthypaspistis                                                   | Archisminias                   | Archisminias                   | Episminias                     | Episminias                     | Sminias                        | Sminias                        |                                | Yposminias                     |                        |                        | Sminitis               |
| NATO-Rangcode       | OR-9                                                             | OR-8                           | OR-8                           | OR-7                           | OR-7                           | OR-6                           | OR-6                           | OR-5                           | OR-4                           | OR-3                   | OR-2                   | OR-1                   |

| Unteroffizieranwärter | Unteroffizieranwärter                         | Unteroffizieranwärter                         | Unteroffizieranwärter                         | Unteroffizieranwärter                         | Unteroffizieranwärter                         | Unteroffizieranwärter                         | Mannschaften                   | Mannschaften                   | Mannschaften                   |
| Dienstgradgruppe      | Unteroffizieranwärter (Έφεδροι υπαξιωματικοί) | Unteroffizieranwärter (Έφεδροι υπαξιωματικοί) | Unteroffizieranwärter (Έφεδροι υπαξιωματικοί) | Unteroffizieranwärter (Έφεδροι υπαξιωματικοί) | Unteroffizieranwärter (Έφεδροι υπαξιωματικοί) | Unteroffizieranwärter (Έφεδροι υπαξιωματικοί) | Mannschaften (Έφεδρες οπλίτες) | Mannschaften (Έφεδρες οπλίτες) | Mannschaften (Έφεδρες οπλίτες) |
| --------------------- | --------------------------------------------- | --------------------------------------------- | --------------------------------------------- | --------------------------------------------- | --------------------------------------------- | --------------------------------------------- | ------------------------------ | ------------------------------ | ------------------------------ |
| Schulterklappe        |                                               |                                               |                                               |                                               |                                               |                                               |                                |                                | kein Zeichen                   |
| Dienstgrad            | kein Äquivalent                               | kein Äquivalent                               | kein Äquivalent                               | kein Äquivalent                               | Unteroffizier                                 | kein Äquivalent                               | kein Äquivalent                | kein Äquivalent                | Flieger                        |
| Griech. Bezeichnung   |                                               |                                               |                                               |                                               | Κληρωτός Σμηνίας                              |                                               |                                |                                | Σμηνίτης                       |
| Transliteration       |                                               |                                               |                                               |                                               | Klirotos Sminias                              |                                               |                                |                                | Sminitis                       |
| NATO-Rangcode         | OR-9                                          | OR-8                                          | OR-7                                          | OR-6                                          | OR-5                                          | OR-4                                          | OR-3                           | OR-2                           | OR-1                           |